# Volt-ampere reativo
No que diz respeito à transmissão e distribuição de energia elétrica, o var é a unidade utilizada para expressar a potência reativa em sistemas elétricos de potência de corrente alternada. A potência reativa está presente em todo circuito CA desde que a corrente e a tensão não estejam em absolutamente em fase. O símbolo correto para a unidade de medida é var e não Var, VAr, ou VAR.  No entanto, todos os três símbolos são amplamente utilizados, erroneamente, assim como a denominação de volt-ampere reativo. O termo var foi proposto pelo engenheiro eletricista romeno Constantin Budeanu e introduzido em 1930 pela IEC em Estocolmo, a qual adotou o termo como unidade para potência reativa. 
O Brasil adotou o Quadro Geral do Sistema Internacional de Unidades em 1953, pelo Decreto Legislativo número 57, ratificado pelas Resoluções números 11 e 12, de 12 de outubro de 1988, do Ministério da Indústria e Comércio, publicada no Diário Oficial da União de 21 de outubro de 1988, seção I 20525 a 20533, onde ficou estabelecido que o nome da unidade de potência reativa seria o var, com o símbolo de var.

## Potência aparente, ativa e reativa

A potência aparente S (expressa em unidades de VA, volt-amperes) é o vetor soma da potência reativa Q (em var, var) e a potência real P (em W, watts).

A potência aparente, ou potência complexa, geralmente denotada pela letra {\displaystyle S}, é um número complexo que representa o produto entre o valor quadrático médio da tensão pelo da corrente do circuito que está sendo analisado.
A potência ativa, ou potência real, geralmente denotada pela letra {\displaystyle P}, é a parte real da potência aparente. É a quantidade de potência que o circuito utiliza, efetivamente, para produzir trabalho. É ela que faz com que os componentes elétricos esquentem, por exemplo. Como fazem parte de um triângulo retângulo, a potência ativa será igual, caso o circuito seja inteiramente resistivo, ou menor, caso o circuito possua componentes reativos, do que a potência aparente.
A potência reativa, ou potência imaginária, geralmente denotada pela letra {\displaystyle Q}, é a parte imaginária da potência aparente. É uma medida da quantidade de energia armazenada que é devolvida para a fonte durante cada ciclo de corrente alternada. Podemos pensar como sendo a potência responsável por produzir os campos elétrico e magnéticos necessários para o funcionamento dos capacitores e indutores, por exemplo. Do mesmo modo que a potência ativa, a potência reativa será igual, caso o circuito seja inteiramente reativo, ou menor, caso o circuito possua componentes resistivos, do que a potência aparente.

## Potência reativa
Uma tensão senoidal aplicada em uma carga puramente resistiva gera uma corrente alternada completamente em fase. Entretanto, em muitos casos, é comum que o sistema possua alguns componentes reativos, isto é, o sistema possui capacitância, indutância, ou ambas. Tais propriedades elétricas fazem com que a corrente modifique sua fase em relação à tensão originalmente aplicada. A capacitância faz com que a corrente fique adiantada em relação à tensão enquanto que a indutância provoca um atraso na corrente.
Para correntes e tensões senoidais de mesma frequência, potência reativa, em vars, é o produto da potência aparente pelo seno do ângulo de diferença de fase entre a tensão e corrente. Matematicamente, a potência reativa {\displaystyle Q}, pode ser escrita como:
{\displaystyle Q=V_{\mathrm {rms} }I_{\mathrm {rms} }\sin \left(\phi \right)\,}
onde {\displaystyle \phi } é o angulo de diferença de fase entre a tensão e a corrente.